# Paul Beneke
Paul Beneke (polonais : Paweł Beneke) (né au début du XVe siècle - mort en 1480) était le capitaine du Peter von Danzig ainsi que conseiller municipal de la ville de Danzig.

## Biographie
Paul Beneke se distingua au cours de la guerre anglo-hanséatique notamment à Zween en battant la flotte anglaise en 1468. Le 27 avril 1473, avec le Peter von Danzig, il arraisonna  en mer Baltique le galion San Matteo naviguant sous pavillon bourguignon mais qui appartenait en réalité au royaume d'Angleterre. En partance pour l'Italie, le navire contenait le triptyque de Hans Memling, Le Jugement dernier. Le tableau a été commandité par le banquier florentin Angelo Tani, directeur de la filiale brugeoise des Médicis.

## Postérité

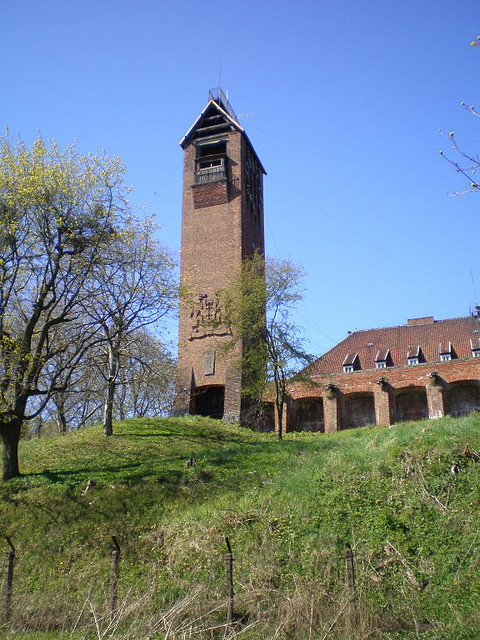
L'auberge de jeunesse Paul-Beneke.

Une auberge de jeunesse de Gdansk porte son nom. Elle a autrefois été un foyer des Jeunesses hitlériennes.

## Sources
- Paul Beneke from Hanse City Danzig in service for Luebeck, capital of Hanse cities

(en) Marcin Mierzejewski, « Golden Goals », The Warsaw Voice, 28 mars 1999 (consulté le 15 janvier 2007)